# 手塚治虫ドラマシアター
手塚ドラマシアターとは、手塚プロダクション公認の舞台。主催はHuman Art Theater。
手塚治虫の｢普遍的な愛｣をテーマとして年に数回公演した。

## これまでの作品

### Vol.1
2012年2月11日 - 2月19日： 渋谷ギャラリー・ルデコ
- 『老人と木』（秋田書店 週刊少年チャンピオン 1976年5月31日号掲載作品）
- 『オクチンの大いなる怪盗』（秋田書店 週刊少年チャンピオン 1976年3月4日号掲載作品）
- 『安達が原』（集英社 週刊少年ジャンプ 1971年3月22日号掲載作品）

### Vol.2
2012年8月8日 - 8月12日： 渋谷ギャラリー・ルデコ
- 『バイパスの夜』(小学館 週刊ポスト 1969年10月10日号掲載作品)
- 『角』(毎日新聞社 小説サンデー毎日 1972年1月号掲載作品)
- 『赤の他人』(小学館 デラックス少年サンデー 1970年2月号掲載作品)

### Vol.3
2013年4月10日 - 4月21日： 渋谷ギャラリー・ルデコ
- 『指【「SFファンシーフリー そこに指が」より】』（早川書房 SFマガジン 1963年6月号　掲載作品）
- 『生けにえ』（秋田書店　週刊少年チャンピオン 1970年3月18日号　掲載作品）
- 『モモンガのムサ』（集英社 週刊少年ジャンプ 1971年11月22日号　掲載作品）
- 『人面瘡【「ブラック・ジャック」より】』（秋田書店　週刊少年チャンピオン 1974年12月9日号　掲載作品）

### Vol.4
2013年8月7日 - 8月11日： 笹塚ファクトリー
- 『紐』（毎日新聞社　小説サンデー毎日　1970年6月号　掲載作品）
- 『カノン』（双葉社　漫画アクション　1974年8月8日号　掲載作品）
- 『鯨にのまれた男【「ブラック・ジャック」より】』（秋田書店　週刊少年チャンピオン　1977年6月27日号　掲載作品）

### Vol.5
2014年1月22日 - 1月26日： 笹塚ファクトリー
- 『成功のあまきかおり』（集英社 週刊少年ジャンプ 1972年12月18日号+25日号　掲載作品）
- 『ふたりの黒い医者【「ブラック・ジャック」より】』（秋田書店 週刊少年チャンピオン 1975年1月6日号　掲載作品）

### vol.6
2014年7月30日 - 8月3日： 池袋シアターグリーンBOX IN BOX
- 『オクチンの大いなる怪盗』（秋田書店 週刊少年チャンピオン 1976年3月4日号　掲載作品）
- 『四谷快談』（集英社 週刊少年ジャンプ 1976年4月12日号　掲載作品）